# Lista de episódios de Pushing Daisies
Lista anexa dos episódios da série Pushing Daisies da TV americana ABC. Estreou nos Estados Unidos pela ABC em 3 de outubro de 2007; no Canadá em 02 de outubro de 2007 na CTV , e foi ao ar no Reino Unido  pela ITV .

## 1° Temporada (2007)
| Título                 | Sinopse |
| ---------------------- | --- |
| 1° Pie-lette           | Ned é proprietário e operador de uma loja de tortas e parece levar uma vida perfeitamente normal. Isso, no entanto está longe da verdade. Ned pode com o toque de sua mão, despertar as pessoas de entre os mortos. Mas um outro toque irá matá-los novamente, e se mantém vivo por mais de um minuto, alguém próximo morre. Ele decide usar esta habilidade para resolver crimes, mas se complica quando ele dá vida à sua paixão de infância, Charlotte "Chuck" Charles, e decide deixá-la continuar a viver. |
| 2° Manequim            | Emerson fica irritado com Chuck e Ned em seus casos, enquanto Ned se recusa a compartilhar segredos com Chuck. Para esta instância, Ned revive Bernard Slaybeck, um especialista em segurança automotiva, que foi assassinado em um atropelamento e fuga. Antes que ele possa explicar sua morte, Chuck interrompe com questões românticas. Com o minutos esgotando, Bernard pede a equipe para dar seus últimos desejos de Jeanine, uma jovem mulher que trabalhava com ele na Dandy Lion Industries. Logo, um enredo misterioso do assassinato envolvendo um tragico acidente, os corpos na sala de ensaios, e um carro que funciona com combustível de dente de leão.                |
| 3° Diversão no funeral | Ned e Chuck descobrem que Lawrence Schatz morreu um minuto depois que Ned trouxe Chuck de volta à vida. Enquanto isso, Chuck decide permanecer fiel à sua vontade de usar anti-depressivos em alimentos para suas tias em forma de tortas de Ned. Olive involuntariamente torna-se a mensageiro no plano de Chuck e acidentalmente tropeça em um segredo sobre chuck. |
| 4° Pombo               | Um acidente de avião em um prédio de apartamentos deixa o trio com um caso, o piloto tentou cometer suicídio?, Enquanto Chuck se vê atraída para o homem que parece ser o único sobrevivente Traço Mihok, para grande aflição de Ned. Enquanto isso, Olive leva um pombo-correio ferido para as tias de Chuck para obter ajuda. |
| 5° Girth               | Neste episódio de Halloween, Emerson e Olive rastreiam "o fantasma" que foi matando os jóqueis na antiga arena de corrida de cavalos, onde Olive trabalhava como jockey . Com a ajuda de Ned e Chuck, eles tentam resolver o grande mistério. |
| 6° Vadias              | Ned da o toque de vida para um homem que diz que sua esposa o matou depois de lhe dar uma xícara de café, ele deixa de mencionar que ele é um polígamo, tornando o caso mais difícil do que parece, com as questões apenas se tornando mais complicadas quando Emerson se apaixona pela principal suspeita Christine Adams e Ned fica pensando em começar um relacionamento físico com Olive para complementar o emocional que ele tem com Chuck. |
| 7° Cheiro de Sucesso   | O trio é chamado para investigar o caso de Anita Gray, fiel assistente do cientista olfativo e aspirante a escritor Napoleon LeNez. Sentada à sua mesa, Anita estava inclinando-se para usar o seu senso de cheiro em um livro zero-e-sniff quando de repente, uma explosão irrompeu a partir do livro, completamente engolindo-a. Provas incriminatórias leva à suspeita de Oscar Vibenius (Paul Reubens), ex-parceiro de laboratório e rival de Lenez. Essa rivalidade leva à crença de que Vibenius está tentando impedir que livro de Lenez ser publicado. Em outra parte, as tentativas para obter Olive Lily e Vivian de volta na água. E Vibenius começa uma obsessão com Chuck. |
| 8° Doce amargo         | Emerson, Ned e Chuck investigam a morte de Tony DiNapoli, que parece ter sido estrangulado por uma mulher. No entanto, quando Ned traz Tony de volta à vida para descobrir quem o matou, Tony afirma que foi Burly Bruce Carter, através das mãos de sua "namorada" que é um RealDoll . Enquanto isso, os negócios no restaurantee despenca quando uma nova loja de doces administrada por Dilly (Molly Shannon) e Billy Balsam (Mike White) abre na cidade com a situação tornar-se mais complicada quando Ned descobre um dos proprietários morto em um grande tonel de doces . E Alfredo (Raúl Esparza) continua a perseguir a Olive.                                                |
| 9° Corpsicle           | Quando Chuck desaparece depois de descobrir que Ned tem a ver com a morte de seu pai, Ned descobre que ela está com Olive, mas ela se recusa a voltar para casa com ele. Enquanto isso, Oscar Vibenius continua sua tentativa de descobrir por que Chuck cheira tão diferentes. É Ano Novo, e Emerson e Ned investigam a morte de um ajustador da Agência de Seguros de Vida Über-Vida, que foi encontrado em um banco de neve. Lily sofre de alucinações após Olive inadvertidamente dar a torta com homeopáticos que Chuck errou do modo. |

## 2° Temporada (2008-2009)
| 1° Bzzzzzzzzz!               | Chuck se disfarça comoa um "garota Abelha" em uma empresa de cosméticos à base de mel, após uma Garota abelha ser picada até a morte por abelhas. Ela logo descobre que a política do escritório são assassinos, entre o fundador (Missi Pyle). Enquanto isso, Ned não pode suportar a independência de Chyck em crescimento ou o fato de que ela quer sair de seu apartamento. Lily leva Olive para um convento para que ela não contar o segredo de que ela é mãe de Chuck. |
| 2° Circo, Circo              | Heaps Georgeann (Rachael Harris) contrata Emerson para encontrar sua filha desaparecida que tinha aparentemente fugido, ea trilha leva a um circo rodeado por assassinatos na forma de vários palhaços mortos. Enquanto isso, Ned e Chuck tentam lidar com a mudança em seu relacionamento, e Olive ficando mais tempo no convento. |
| 3° Maus Hábitos              | Ned e Emerson são chamados por Olive para resolver uma suspeita de suicídio de freira, amiga de Olive, que acredita que ela foi assassinada. Enquanto isso, Chuck tenta preencher sua árvore genealógica e considera o que fazer no presente com sua nova vida. |
| 4° Frescorts                 | Quando a escolta mais populares em uma agência de rent-a um amigo aparece morto, a equipe investiga quem o matou, incluindo eventuais suspeitas Randy Mann ( David Arquette ), o cara é anti-social, colega de quarto de taxidermia-loving. Enquanto isso, a mãe de Emerson famoso investigador privado, Calista Cod ( Debra Mooney ), paga uma visita inesperada e faz um pouco snooping do seus próprios. |
| 5° Dim Sum Lose Some         | A esposa de um chef de cozinha assassinado, Bao Di, contrata Emerson para investigar a morte de seu marido. Assim, Ned, Emerson, Chuck, Olive e todos vão à paisana no restaurante chinês, onde o assassinato ocorreu. Enquanto isso, Ned encontra um misterioso homem que afirma ter laços com seu passado, e Emerson se reúne com a viúva Simone Hundin ( Christine Adams ). |
| 6° Oh, Oh, Oh ... É Mágica   | O famoso mágico Herrmann Grande (Fred Willard) contrata Emerson Cod para vir a o Castelo de Conjurer, para rastrear o assassino de seus assistentes. Enquanto isso, Ned faz uma descoberta de sua própria vida no Castelo envolvendo seu recém descoberto meio irmãos. |
| 7° Robin Hood                | Um advogado Gustav Hoffer (Shelley Berman) suspeita que a morte de seu cliente não era parte de um assalto que deu errado, como foi relatado, mas sim de assassinato. Ele contrata Emerson Cod e Ned para descobrir quem matou Hoffer. Enquanto isso, Dwight Dixon (Stephen Root) começa um romance com Vivian (para o desgosto de Lily), e descobre que Chuck ainda está viva |
| 8° Alimento do Conforto      | Ned e Olive competem no Comfort Food Papen Condado de Cook-Off, onde Ned traz de volta à vida o coronel Likkin, que foi misteriosamente frito até a morte. Sua receita mundialmente famosa desapareceu e Likkin Ned pede para descobrir quem roubou, forçando Ned e Olive para resolver um caso sem a experiência de Emerson como detetive, pela primeira vez. Enquanto isso, Chuck salva seu pai ( Josh Randall ) enganando Ned, e é superado pela culpa. Virando-se para Emerson, os dois tentam encontrar a pessoa que morreu enquanto na proximidade. |
| 9° A Lenda de Merle McQuoddy | O Condado de Papen faroleiro, Nora McQuoddy, é descoberto morto, e seu filho contrata Emerson para encontrar o assassino. Enquanto isso, Charles pai de chuck faz uma visita, mas suas exigências continuaram por Ned e Chuck para deixar a sua rejeição da tentativa de Ned de impor regras a sua segunda chance de vida resultam em Chuck sendo forçados a escolher entre os dois. |
| 10° Os Noruegueses           | Ned, Chuck e Emerson finalmente encontram sua partida, quando três detetives rivais norueguêses (Orlando Jones , Ivana Milicevic , Michael Weaver) começam a ficar em seu caminho após a Vivian os contrata para investigar o desaparecimento de Dwight Dixon, com assuntos cada vez mais complicado como Ned Chuck e tentar encontrar os desaparecidos Charles Charles e Olive aparentemente trai a equipe para se juntar os noruegueses. Os noruegueses têm uma van que eles chamam de "Mãe", que os estados da placa de licença, mas é tecnicamente MILF, um mecanismo de Laboratório Móvel de Investigação. |
| 11° Window Dressed to Kill   | Erin Embry, extraordinaire janela cômoda para a loja de departamento Dicker, é morto e Chuck consegue chegar a gangue Buraco Pie sobre o caso. Fãs de Erin acho que foi seu parceiro de fachada, Coco Juniper ( Constance Zimmer ), que fez a escritura. Aparentemente, as duas mentes artísticas nem sempre se encontram. Enquanto isso, Ned se recusa a usar sua habilidade zapping que lhe causa uma pequena crise de identidade, enquanto ele tenta estabelecer sua identidade antiga, com as questões tornando-se ainda mais complicado quando a chegada de dois velhos "amigos" ( Richard Benjamin , George Segal ) das forças de Olive Ned para posar como seu noivo devido a ela ter se referiu a ele como tal em suas cartas para eles. |
| 12° Água & Energia           | Lila Robinson ( Gina Torres ), uma bela grifter de ressurge Emerson passado, revelando um segredo doloroso que Emerson tem mantido escondido todos estes anos. Agora em fuga para o assassinato, Lila promete Emerson um quid pro quo se ele limpa o nome dela. |
| 13° Kerplunk                 | No final da série , o passado torna-se o presente quando metade dos rivais 'Darling Mermaid Darlings "arco, o Aquadolls ( Wendie Malick , Nora Dunn ), é morta. A fim de encontrar o assassino, as Queridas Mermaid Darlings deve sair da aposentadoria com Ned como seu gerente e Olive como seu estilista. Chuck, é claro, não podem participar. Olive fica perto de Sid, com quem ela compartilha suas experiências na discriminação de gênero, o que com ele sendo um nadador sincronizado masculino e sua Vassar participar com uma bolsa jockey. Mas foi o suficiente Sid ciúmes da headliners para cometer assassinato? |